# تحالف 25-30
تحالف 25-30 هو تحالف من المستقلين تم إنشاؤه لخوض الانتخابات البرلمانية المصرية لعام 2015 في الفترة من 17 أكتوبر إلى 2 ديسمبر 2015.

## التكوين
يشير اسم التحالف إلى الثورة التي أطاحت بحسني مبارك في 25 يناير 2011 والإطاحة بمحمد مرسي في 30 يونيو 2013. في يوليو 2014، أعلن أعضاء حركة شباب 6 أبريل وتمرد أنهم سينضمون إلى التحالف. أعلن حزب المصريين الأحرار أنه قد ينضم للتحالف. صرح التحالف في مارس 2015 أنه لم يكن جزءًا من قائمة صحوة مصر.
وكان عبد الحكيم عبد الناصر، نجل الرئيس المصري الأسبق جمال عبد الناصر، من مؤسسي التحالف.
اعتبارًا من يناير 2018، قاد التحالف هيثم الحريري.

## السياسات والاستراتيجيات
ضم التحالف 25% كوتا للنساء والشباب في قوائمه الانتخابية.
كانت الاستراتيجية الانتخابية لأعضاء التحالف هي الترشح لمقاعد فردية وليس كمجموعة رسمية.

## برلمان 2015
حصل تحالف 25-30 على 14 مقعدًا في الانتخابات البرلمانية المصرية لعام 2015.
في 14 فبراير 2019، كان عضو مجلس النواب عن التحالف أحمد طنطاوي أحد الأعضاء الستة عشر الذين صوتوا ضد الاقتراح البرلماني بتعديل الدستور المصري الذي أدى إلى الاستفتاء على الدستور المصري في أبريل 2019. وأيد الاقتراح 485 عضوا.